# 林董一
林 董一（はやし とういち、1927年8月18日 - 2018年9月21日）は、日本の法制史学者。

## 人物・来歴
名古屋市東区七間町（現・中区錦三丁目）、伸銅品販売の小舗岐阜屋東助こと、岐阜東商店の長男として出生。名古屋薬学専門学校（現・名古屋市立大学薬学部）、名古屋帝国大学法学部から、名古屋大学大学院（旧制）に進み、1959年修了。1957年愛知学院大学法学部講師に嘱任、助教授、教授となり、2004年定年、名誉教授。日本法制史担当。1962年「尾張藩公法史の研究」で京都大学法学博士（旧制）の学位を受く。薬剤師免許。城山三郎の妹を妻とする（生年月日も城山と同じである）。

## 著書
- 『尾張藩の給知制』一条社, 1957
- 『尾張藩公法史の研究』日本学術振興会, 1962
- 『名古屋商人史 中部経済圏成立への序曲』中部経済新聞社, 1966
- 『将軍の座 御三家の争い』人物往来社, 1967 のち文春文庫、「将軍の座 徳川御三家の政治力学」東海風の道文庫 風媒社, 2008.12
- 『尾張藩漫筆』名古屋大学出版会, 1989.7
- 『近世名古屋商人の研究』名古屋大学出版会, 1994.2
- 『名古屋の忠臣蔵 歴史の学びかた』県民大学叢書 愛知県教育サービスセンター編.第一法規出版東海支社, 1995.3
- 『名古屋 城山にて』風媒社, 2016.2

### 共編著・監修
- 『升半茶店史 名古屋商人横井家の研究 資料編』編著. 升半商店, 1971
- 『尾張藩家臣団の研究』編(地方史研究叢書. 名著出版, 1975 『新編尾張藩家臣団の研究』編. 国書刊行会, 1989.10
- 『郷土史事典愛知県』森原章共編. 昌平社, 1980.12
- 『城と城下町 3 (名古屋)』(歴史群像シリーズ) 監修. 学習研究社, 2008.7
- 『岩倉・西春日井今昔写真集』[監修]. 樹林舎, 2009.2
- 『清須越 大都市名古屋の原点』清須越400年事業ネットワーク 編著, 林校閲. 清須越400年事業ネットワーク, 2011.5

### 記念論文集
- 『近世近代の法と社会 尾張藩を中心として』林董一博士古稀記念論文集刊行会 編. 清文堂出版, 1998.2
- 『近世名古屋享元絵巻の世界』編. 清文堂出版, 2007.7